# Yvette Yong
Pour les articles homonymes, voir Yong (homonymie).
Yvette Hui Hua Yong, née le 9 mars 1990 en Colombie-Britannique, est une taekwondoïste canadienne.

## Carrière
Elle est médaillée d'or dans la catégorie des moins de 47 kg aux Championnats panaméricains 2006 à Buenos Aires. Elle obtient la médaille de bronze des moins de 46 kg aux Championnats du monde 2009 à Copenhague, aux Championnats du monde militaires de 2010 à Saint-Jean-sur-Richelieu et aux Championnats panaméricains 2010 à Monterrey.
Toujours dans la catégorie des moins de 46 kg, elle remporte la médaille d'or des Jeux mondiaux militaires de 2011 à Rio de Janeiro, des Championnats panaméricains 2012 à Sucre et des Championnats du monde militaires de 2012 à Hô-Chi-Minh-Ville. Elle est médaillée d'argent dans cette même catégorie aux Championnats panaméricains 2014 à Aguascalientes, aux Championnats du Commonwealth 2014 à Édimbourg et aux Championnats panaméricains 2016 à Santiago de Querétaro.
Elle est médaillée d'or des moins de 46 kg aux Championnats du Commonwealth 2017 à Montréal, aux Championnats panaméricains 2018 à Spokane et aux Championnats du monde militaires de 2018 à Rio de Janeiro. Elle remporte la médaille d'argent des moins de 46 kg des Jeux mondiaux militaires de 2019 à Wuhan.